# Летни олимпийски игри 1964
XVIII летни олимпийски игри се провеждат в Токио, Япония от 10 до 24 октомври 1964 г. За първи път се провеждат в Азия.
Игрите се организират в Япония 24 години, след като Олимпиадата през 1940 г. е провалена поради Втората световна война.
Това е първата олимпиада, на която е забранено да участва ЮАР заради режима на апартейд, който страната води. Германия и Корея участват с общи отбори въпреки разделението на страните (ГДР и ФРГ; КНДР и Република Корея).

## Кандидатури
Освен Токио за организиране на Игрите се кандидатират Детройт, Буенос Айрес и Виена.

## Церемонии
Церемониите са подготвяни в продължение на цяла година.

### Церемония по откриването
Церемонията по откриването се провежда на 10 октомври 1964 г. Йошинори Сакаи, който внася олимпийския огън, е студент, роден на 6 август в Хирошима – деня, в който пада атомната бомба. Игрите са открити от император Хирохито. Клетвата на атлетите е казана от състезателката по художествена гимнастика Такаши Оно. По време на откриването 5 самолета прелитат над стадиона и оставят следи с цветовете на 5-те кръга на олимпийското движение.

### Церемония по закриването
Церемонията по закриването се провежда на 24 октомври 1964 г.

## Спортове
На Олимпиадата се провеждат състезания в 163 дисциплини от 21 спорта.
| - Лека атлетика - Баскетбол - Бокс - Кану-каяк - Колоездене - Скокове във вода - Конен спорт - Волейбол - Фехтовка - Футбол - Гимнастика |  | - Джудо - Хокей - Модерен петобой - Академично гребане - Ветроходство - Стрелба - Плуване - Водна топка - Вдигане на тежести - Борба |

Дебют правят спортовете – джудо за мъже и волейбол за жени и мъже. Волейболът е първият отборен спорт за жени в олимпийската програма. Япония печели 3 златни медала в джудото.
За последен път бяганията в леката атлетика се провеждат на писта от пепел. В състезанията по овчарски скок за първи път се използва прът от стъклопласт. На тези олимпийски игри за последен път времето се отчита ръчно. Абебе Бикила печели за втори пореден път маратона, като по този начин става първият атлет постигнал това.
По време на игрите са поставени 77 олимпийски и 33 световни рекорда. 71 от олимпийските и 11 от световните рекорди са в състезания по лека атлетика.
Най-добрият боксьор на Игрите е Валерий Попечанко, награден с купа „Паркър“. Американецът Доналд Шоландер печели 4 златни медала в плуването (на 100 метра с олимпийски рекорд, на 400 метра със световен рекорд и в щафетите 4 × 100 метра и 4 × 200 метра свободен стил). Друга звезда на плуването е 16-годишната Галина Прозуменшчикова. Даун Фрейзър печели за трети пореден път златен медал на 100 метра свободен стил с олимпийски рекорд. Питър Снел от Нова Зеландия става шампион на 800 и 1500 метра гладко бягане. Американският атлет Били Милс сътворява най-голямата изненада като печели златен медал на 10 000 метра. Той е единственият американец шампион в тази дисциплина. В хокея на трева Индия се завръща като победител, побеждавайки отбора на Пакистан. В гимнастиката почти всички медали са взети от Лариса Латинина (СССР) и Вера Чеславска (Чехословакия).
Японецът Осаму Уатанабе печели златен медал в борбата, като не позволява на съперниците си да му вземат нито една точка. Боб Хейс изравнява световния рекорд на 100 метра гладко бягане с 10 секунди и печели златото. Унгария побеждава Чехословакия с 2 – 1 на финала на футболния турнир.
Отборът на СССР става първият олимпийски шампион по волейбол за мъже. При жените домакините печелят първата титла при жените;

### Демонстративни спортове
- Бейзбол
- Будо

## Участници
В Игрите участват 5151 спортисти от 93 страни (според друг източник 5140 спортисти от 93 страни).
| Държава                | Участници |
| ---------------------- | --------- |
| Австралия              | 243       |
| Австрия                | 56        |
| Алжир                  | 1         |
| Аржентина              | 102       |
| Афганистан             | 8         |
| Бахамски острови       | 11        |
| Белгия                 | 61        |
| Бермуди                | 4         |
| Бирма                  | 11        |
| Боливия                | 1         |
| Бразилия               | 61        |
| България               | 63        |
| Великобритания         | 204       |
| Венецуела              | 16        |
| Виетнам                | 16        |
| Гана                   | 33        |
| Гвиана                 | 1         |
| Германия               | 337       |
| Гърция                 | 18        |
| Дания                  | 60        |
| Доминиканска република | 1         |
| Етиопия                | 12        |
| Израел                 | 10        |
| Индия                  | 53        |
| Ирак                   | 13        |
| Иран                   | 62        |
| Ирландия               | 25        |
| Исландия               | 4         |
| Испания                | 51        |
| Италия                 | 168       |
| Камбоджа               | 13        |
| Камерун                | 1         |
| Канада                 | 115       |
| Кения                  | 37        |
| Китай                  | 40        |
| Колумбия               | 20        |
| Република Конго        | 2         |
| Коста Рика             | 2         |
| Кот д'Ивоар            | 9         |
| Куба                   | 27        |
| Ливан                  | 5         |
| Либерия                | 1         |
| Либия                  | 1         |
| Лихтенщайн             | 2         |
| Люксембург             | 12        |
| Мадагаскар             | 3         |
| Малайзия               | 61        |
| Мали                   | 2         |
| Мароко                 | 20        |
| Мексико                | 94        |
| Монако                 | 1         |
| Монголия               | 21        |
| Непал                  | 6         |
| Нигер                  | 1         |
| Нигерия                | 18        |
| Нова Зеландия          | 64        |
| Норвегия               | 26        |
| ОАЕ                    | 73        |
| Пакистан               | 41        |
| Панама                 | 10        |
| Перу                   | 31        |
| Полша                  | 140       |
| Португалия             | 20        |
| Пуерто Рико            | 32        |
| Родезия                | 29        |
| Румъния                | 138       |
| САЩ                    | 346       |
| Северна Родезия        | 12        |
| Сенегал                | 12        |
| СССР                   | 317       |
| Тайланд                | 54        |
| Танганайка             | 4         |
| Тунис                  | 9         |
| Турция                 | 23        |
| Уганда                 | 13        |
| Унгария                | 182       |
| Уругвай                | 23        |
| Филипините             | 47        |
| Финландия              | 89        |
| Франция                | 138       |
| Холандия               | 125       |
| Холандски Антили       | 4         |
| Хонг Конг              | 39        |
| Цейлон                 | 6         |
| Чад                    | 2         |
| Чехословакия           | 104       |
| Чили                   | 14        |
| Швейцария              | 66        |
| Швеция                 | 94        |
| Югославия              | 75        |
| Южна Корея             | 154       |
| Ямайка                 | 21        |
| Япония                 | 328       |

## Класиране по медали
| Витрина |                |       |        |       |      |
| Място   | Държава        | Злато | Сребро | Бронз | Общо |
| 1       | САЩ            | 36    | 26     | 28    | 90   |
| 2       | СССР           | 30    | 31     | 35    | 96   |
| 3       | Япония         | 16    | 5      | 8     | 29   |
| 4       | Германия       | 10    | 22     | 18    | 50   |
| 5       | Италия         | 10    | 10     | 7     | 27   |
| 6       | Унгария        | 10    | 7      | 5     | 22   |
| 7       | Полша          | 7     | 6      | 10    | 23   |
| 8       | Австралия      | 6     | 2      | 10    | 18   |
| 9       | Чехословакия   | 5     | 6      | 3     | 14   |
| 10      | Великобритания | 4     | 12     | 2     | 18   |
| 11      | България       | 3     | 5      | 2     | 10   |

## България на игрите
На Олимпиадата в Токио България печели 10 медала, от които 3 златни.
Отборът по вдигане на тежести се състои от 5 щангисти, без треньор и с недостатъчно добра екипировка.
|          | Gold | Silver | Bronze | Total |
| -------- | ---- | ------ | ------ | ----- |
| България | 3    | 5      | 2      | 10    |

### Злато
- Боян Радев – борба класически стил, категория до 97 кг[6]
- Еньо Вълчев – борба свободен стил, категория до 70 кг[6]
- Продан Гарджев – борба свободен стил, категория до 87 кг[6]

### Сребро
- Величко Величков – спортна стрелба 50 м пушка от три положения[6]
- Ангел Керезов – борба класически стил, категория до 52 кг[6]
- Кирил Петков (борец) – борба класически стил, категория до 78 кг[6]
- Станчо Колев – борба свободен стил, категория до 63 кг[6]
- Лютви Ахмедов – борба свободен стил, категория над 97 кг[6]

### Бронз
- Александър Николов – бокс, категория до 81 кг[6]
- Саид Мустафов – борба свободен стил, категория до 97 кг[6]

### Други участници
Добри класирания за България постигат и Вирджиния Михайлова (четвърта в хвърлянето на диск), Диана Йоргова (пета в скока на дължина), Георги Стайковски (седми в тройния скок) и мъжки отбор по волейбол (завършил на пето място).  Волейболният отбор е в състав Димитър Каров, Иван Кочев, Георги Константинов, Петко Пантелеев, Петър Кръчмаров, Симеон Сръндев, Лъчезар Стоянов, Борис Гюдеров, Кирил Иванов, Славко Славов, Георги Спасов и Ангел Коритаров, треньор Димитър Захариев. Общият брой на българските олимпийци е 63.

## Други
Шведските участици в състезанията с яхти Ларш Гунар Шел и Стиг Ленарт Шел прекратяват състезанието си, за да спасят живота на друг участник. За постъпката си са удостоени с първия трофей за спортсменството.
Организаторите на игрите получават 3 награди от МОК за добрата организация на игрите. Бюджетът на олимпиадата е близо 1,8 млн. щатски долара, а игрите са най-скъпите дотогава. Изградена е инфраструктура специално за Игрите. Разширен е стадион, построени са зала за спортна гимнастика и олимпийски плувен басейн. Олимпийското село се намира на два километра от спортните съоръжения.